# 10792 Ecuador
För andra betydelser, se Ecuador (olika betydelser).
10792 Ecuador eller 1992 CQ2 är en asteroid i huvudbältet som upptäcktes den 2 februari 1992 av den belgiske astronomen Eric W. Elst vid La Silla-observatoriet. Den är uppkallad efter det sydamerikanska landet Ecuador.
Asteroiden har en diameter på ungefär 10 kilometer och den tillhör asteroidgruppen Eos.